# Supercopa andorrana 2008
La Supercopa andorrana 2008 è stata la sesta edizione della supercopa andorrana di calcio.
La partita fu disputata dal FC Santa Coloma, vincitore del campionato, e dal UE Sant Julià, vincitore della coppa.
L'incontro si giocò il 14 settembre 2008 allo Estadi Comunal d'Aixovall e vinse il FC Santa Coloma, al suo quarto titolo e secondo consecutivo.

## Tabellino
| Aixovall 14 settembre 2008                                 | FC Santa Coloma | 3 – 0 | UE Sant Julià | Estadi Comunal d'Aixovall |
| \| \| \| \| \| Beto 32’ 75’ Rodrigo 76’ \| Marcatori \| \| |                 |       |               |                           |
|                                                            |                 |       |               |                           |
| Beto 32’ 75’ Rodrigo 76’                                   | Marcatori       |       |               |                           |